# Mérhető számosság
A mérhető számosság  a halmazelmélet egyik legfontosabb fogalma, a legegyszerűbb nagyszámosság-axióma.

## Definíciója

### A legegyszerűbb definíció
Egy megszámlálhatónál nagyobb {\displaystyle \kappa } számosság mérhető, ha egy {\displaystyle \kappa } számosságú S halmaz összes részhalmazán van olyan {\displaystyle \mu } függvény, hogy
- minden {\displaystyle X\subseteq S}-re {\displaystyle \mu (X)=0} vagy 1;
- {\displaystyle \mu (\{x\})=0} minden {\displaystyle x\in S}-re, {\displaystyle \mu (S)=1};
- ({\displaystyle \kappa }-additivitás) ha {\displaystyle \tau <\kappa } és {\displaystyle \{X_{i}:i<\tau \}} páronként diszjunkt részhalmazai S-nek, akkor {\displaystyle X=\bigcup \{X_{i}:i<\tau \}}-ra

teljesül.

### A szokásos definíció
A {\displaystyle \kappa >\omega } számosság mérhető, ha {\displaystyle \kappa }-n van {\displaystyle \kappa }-teljes, normális, nemfő ultraszűrő.

### Ekvivalens definíció
Van olyan {\displaystyle j:V\to M} elemi beágyazás, ahol M tranzitív osztály és j kritikus pontja {\displaystyle \kappa }, azaz {\displaystyle j(\kappa )>\kappa }, de {\displaystyle j(\alpha )=\alpha } minden {\displaystyle \alpha <\kappa }-ra.

## A mérhető számosságok tulajdonságai
Minden mérhető számosság erősen elérhetetlen. Hosszú ideig sejtés volt, hogy ez megfordítva is igaz, tehát hogy minden erősen elérhetetlen számosság mérhető. Végül Tarski, felhasználva tanítványa, Hanf eredményeit, megcáfolta. Tétele szerint, ha {\displaystyle \kappa } mérhető számosság, akkor {\displaystyle \kappa } darab olyan {\displaystyle \kappa }-nál kisebb számosság van, ami erősen elérhetetlen, sőt ezek halmaza {\displaystyle \kappa }-ban stacionárius, tehát {\displaystyle \kappa } Mahlo. Ezért például a legkisebb erősen elérhetetlen számosság biztosan nem mérhető.